# Diuraphis noxia
Diuraphis noxia es un áfido que puede producir importantes pérdidas en los cultivos de cereales. Este áfido es de color verde pálido y de unos dos milímetros de longitud. La saliva de este pulgón es tóxica para las plantas y causa cambios en la coloración de las hojas de los cereales. Las picaduras de alimentación también causan deformaciones en las hojas. Las plantas huéspedes pueden ser: cereales cultivados incluyendo el trigo y la avena y en menor medida hierbas silvestres como Bromus o Lolium.